# Coppa Italia di Legadue 2008
La Coppa Italia di Legadue 2008 è stata la quarta edizione della manifestazione. Il trofeo 2008 è noto come "Trofeo Niagara" per ragioni di sponsorizzazione.

## Formula
Vi partecipano le prime 4 squadre classificate al termine del girone di andata del Legadue FIP 2007-2008. Il torneo si disputa con la forumal delle "Final Four"; è organizzato dalla città di Ferrara presso il PalaSegest nei giorni 1º e 2 marzo 2008.

## Tabellone
|  | Semifinali | Semifinali                | Semifinali     |                |                      | Finale               | Finale | Finale |  |
|  |            |                           |                |                |                      |                      |        |        |  |
|  | 1          | Vanoli Soresina           | 75             |                |                      |                      |        |        |  |
|  | 1          | Vanoli Soresina           | 75             |                |                      |                      |        |        |  |
|  | 4          | Fileni Jesi               | 82             |                |                      |                      |        |        |  |
|  | 4          | Fileni Jesi               | 82             |                | Fileni Jesi (d.t.s.) | Fileni Jesi (d.t.s.) | 72     |        |  |
|  |            |                           |                |                | Fileni Jesi (d.t.s.) | Fileni Jesi (d.t.s.) | 72     |        |  |
|  |            |                           | Carife Ferrara | Carife Ferrara | 62                   |                      |        |        |  |
|  | 2          | Carife Ferrara            | Carife Ferrara | Carife Ferrara | 62                   | 85                   |        |        |  |
|  | 2          | Carife Ferrara            |                |                |                      |                      |        |        |  |
|  | 3          | Banco di Sardegna Sassari | 72             |                |                      |                      |        |        |  |

## Verdetti
Vincitrice della Coppa Italia: Fileni Jesi
Formazione: Michele Maggioli, Ryan Hoover, Miloš Stijepović, Alberto Rossini, Anthony Maestranzi, Rodger Farrington, David Moss, Daniele Bonessio, Giacomo Eliantonio, Davide Cantarello. Allenatore: Andrea Capobianco.